# Macristis pharosalis
Macristis pharosalis är en fjärilsart som beskrevs av William Schaus 1916. Macristis pharosalis ingår i släktet Macristis och familjen nattflyn. Inga underarter finns listade i Catalogue of Life.